# Monument a la Brigada del Nègueb

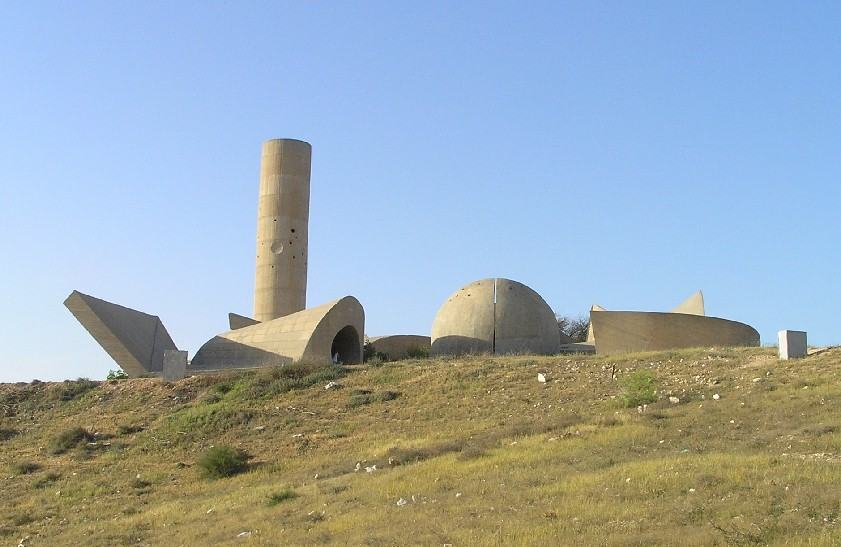
Monument a la Brigada del Nègueb

El monument a la Brigada del Nègueb (en hebreu, אנדרטת חטיבת הנגב) es troba en un turó al nord-est de la ciutat israeliana de Beerxeba, al desert del Nègueb. El monument és visible a gran distància i ha esdevingut un dels símbols de la ciutat.
El monument fou dissenyat pel famós escultor israelià Dani Karavan i construït entre els anys 1963 i 1968, en record dels soldats de la brigada del Nègueb caiguts durant la guerra araboisraeliana de 1948 i de la conquesta de Beerxeba i del Nègueb.
El monument és compost de divuit parts; cadascuna simbolitza un aspecte diferent de la història o de la geografia del desert. Així, l'enorme tub que sembla una torre cilíndrica simbolitza la defensa de les importantíssimes conduccions d'aigua que creuen el desert i abasteixen els pobles del Nègueb.
El memorial és fet, principalment, de formigó sense polir, i és una de les obres d'art més reeixides de l'ús del formigó en l'art minimalista.